# Germaine de Staël
Germaine de Staël-Holstein (Madame de Staël, født 22. april 1766, død 14 juli 1817) var fransk forfatter. Hun var datter af den indflydelsesrige schweiziske bankier og franske finansminister Jacques Necker.
Germaine de Staël, som fra 1786 var gift med Sveriges ambassadør i Paris Eric Magnus Staël von Holstein (død 1802), holdt under revolutionen en populær, litterær salon med mange yderst fremtrædende gæster – herunder La Fayette, Condorcet og Talleyrand – og kaldtes således La Reine de Paris, "Paris' dronning". Som sin far var hun tilhænger af revolutionens progressive ideal, hvilket ikke mindst kom til udtryk i hendes skønlitterære værker Delphine – hvor hun fordækt gik til angreb på den kirkelige vielse og ægteskabets uopløselighed – samt i den erotiske roman Corinne.
I 1810 kom hun i alvorlig konflikt med Napoleon og blev tvunget til at forlade landet, først til Rusland senere via Sverige til Storbritannien.
I Danmark er Mme de Staëls navn gjort kendt ved Georg Brandes, der brugte halvdelen af sine berømte og kontroversielle første forelæsninger i 1871, om "Emigrantlitteraturen", på Mme de Staël og hendes allernærmeste kreds.